# Eupithecia inconspicuata
Eupithecia inconspicuata är en fjärilsart som beskrevs av Bohatsch 1893. Eupithecia inconspicuata ingår i släktet Eupithecia och familjen mätare. Inga underarter finns listade i Catalogue of Life.